# Raión de Sabirabad
Sabirabad es uno de los cincuenta y nueve rayones en los que se subdivide políticamente la República de Azerbaiyán. Su capital es la ciudad de Sabirabad.

## Territorio y población
Comprende una superficie de 1469,35 km², con una población de 174 813 personas, y una densidad poblacional de 119 habitantes por kilómetro cuadrado.

## Economía
Se destaca la producción de algodón y frutas, así como el ganado y las fincas. Además, hay algunos establecimientos industriales que se dedican al proceso de los productos agrícolas.